# Centre hospitalier Paul Brien
Le site Paul Brien, situé à Schaerbeek au no 36 de la rue du Foyer schaerbeekois, est un des trois sites du Centre hospitalier universitaire Brugmann. 

## Historique
Auparavant dénommé Institut médico-chirurgical de Schaerbeek, il fut rebaptisé « Centre hospitalier Paul Brien » en octobre 1976, en hommage à Paul Brien, professeur de l'ULB . Il rejoint le 1er juillet 1999 l'association hospitalière de Bruxelles et de Schaerbeek et devient alors le site Paul Brien du CHU Brugmann.